# Kodaňská interpretace
Kodaňská interpretace je pravděpodobnostní interpretací kvantové mechaniky. Hustota pravděpodobnosti nalezení částice v daném okamžiku je rovna druhé mocnině modulu vlnové funkce v tomto bodě.
Tato interpretace stále vzbuzuje nesouhlasné pocity u části teoretických fyziků, kteří se opírají o názory Alberta Einsteina, který nesouhlasil s nahodilostí a nedeterministickou povahou interpretace. To vyjádřil svým výrokem „Bůh nehraje v kostky“. Podle názoru části teoretických fyziků je Schrödingerova rovnice čistě deterministická a zahrnutí pravděpodobností je odvozeno od klasických měření.
Kodaňská interpretace není jedinou možnou interpretací kvantové mechaniky a tato interpretace nemá přesvědčivé teoretické či experimentální důkazy ve svůj prospěch. Nicméně se v teoretické fyzice obecně používá. Její zastánci argumentují, že Einsteinovy názory na tuto problematiku byly čistě estetické, a proto by neměly převážit. Tato diskuze odhaluje zajímavé otázky na pomezí fyziky a filozofie.

## Úvod
V důsledku existence paradoxů kvantové mechaniky a rychlého rozvoje nového oboru fyziky na počátku 20. století, došlo k potřebě vysvětlení kvantového formalismu a důsledků z toho plynoucích. Zvláště aktivní byl v této oblasti dánský fyzik Niels Bohr. Jím a Wernerem Heisenbergem vyvinutou interpretaci nazvali jeho spolupracovníci a nástupci Kodaňskou interpretací. Dnes existují v interpretaci rozdílné názory na výklad některých otázek a jevů.

## Měření fyzikálního systému
Při měření fyzikálního systému musíme zahrnout interakce mezi měřícím zařízením a systémem. Vzhledem k tomu, že se jedná o kvantové systémy, není možné případné snížení tohoto vlivu.
V případě, že vidíme nějaký objekt, nejcitlivější měřicí zařízení k pozorování bude jeden foton.
Je-li počet atomů objektu v řádu 1020, bude zpětný ráz, který udělí foton vyslaný z měřicího zařízení měřenému objektu, neviditelný. Takže lze předpokládat, že měřený objekt neutrpěl aktem měření žádné narušení.
Naproti tomu pokud bychom chtěli stejným způsobem pozorovat elektron, při uvažované typické velikosti 10−15 metru, potřebujeme foton s vlnovou délkou menší než je rozměr elektronu. Foton o této vlnové délce má energii 109 eV. V případě, že by měřený elektron byl elektronem atomu vodíku, který má vazbovou energii několik elektronvoltů, srážka fotonu s měřeným elektronem by vedla k jeho odmrštění z atomu vodíku.

## Interpretace
Podle Kodaňské interpretace se kvantový systém vyvíjí v čase v závislosti na Schrödingerově rovnici. V praxi to znamená, že vlnová funkce ψ(t=0) může být získána z vlnové funkce v libovolném čase t ≠ 0. Nad určitou velikostí systému dochází k takzvanému kolapsu vlnové funkce do jedné z funkcí vlastního operátoru reprezentujícího měřitelnou veličinu. Není možné předpovědět, do jakého stavu kolaps vlnové funkce proběhne. Může být vypočtena pouze pravděpodobnost tohoto přechodu. Skokový kolaps vlnové funkce kvantového systému je stále živým problémem. Tento kolaps vlnové funkce je považován za postulát, přestože neplyne z matematického formalismu.
Měřicí přístroj se skládá ze stejných elektronů, nukleonů a atomů jako měřený systém. Takže je možné uvažovat jeden zkoumaný systém plus měřicí přístroj. Pokud jde o uzavřený systém, měl by se v čase vyvíjet podle Schrödingerovy rovnice a výsledek by měl být superpozicí různých stavů. Pouze při měření ze strany vnějšího pozorovatele dojde ke kolapsu vlnové funkce komplexního systému na jeden z povolených stavů. Je ovšem možné představit si celou posloupnost měřicích systémů a rozšiřovat studovaný stav přes celý vesmír.
V takové situaci vyvstává otázka totožnosti pozorovatele a měřicího zařízení. Kodaňská interpretace zavádí v tomto případě vědomého pozorovatele a předpokládá, že to není samotný akt měření, který způsobuje kolaps vlnové funkce, ale ke kolapsu dojde v případě, že výsledek měření zná vědomí pozorovatele. Takže kvantový jev musí sestávat ze tří částí: testovaného stavu, měřicího přístroje a vědomého pozorovatele.

## Interpretace vlnové funkce
Vlnová funkce kvantového stavu představuje stav znalostí o tomto systému.
Jedná se o postulát Kodaňské interpretace. Přijetím tohoto předpokladu lze vysvětlit a pochopit jev kolapsu vlnové funkce. Konkrétně, měříme-li určitý objekt, výsledek měření zásadně změní stav našich znalostí o měřeném objektu.

## Nelokalita kvantové mechaniky
Uvažujme stav dvou fermionů s počátečním celkovým spinem 0. Tento systém se rozpadne a částice se začnou pohybovat v opačných směrech. Za předpokladu, že není k dispozici extrémní rušení spinového systému, podle Bohra zůstává celkový spin systému 0, i když spolu částice neinteragují. To znamená, že pokud budeme měřit spin jednoho elektronu, druhý bude mít opačný spin než ten, který jsme naměřili u prvního elektronu, bez ohledu na vzdálenost mezi oběma částicemi. Vzhledem k tomu, že pozorovatel zjišťuje spin prvního elektronu, což vede ke zjištění spinu druhého elektronu bez jakéhokoli působení na druhý elektron, při dostatečně velké vzdálenosti mezi částicemi, může se informace o spinu druhé částice „šířit“ rychlostí vyšší než rychlost světla. Toto se v Kodaňské interpretaci nazývá nelokalita kvantové mechaniky.

## Experimentální důkazy
V roce 1934 navrhl Karl Raimund Popper experiment, který měl určit, zda je kolaps vlnové funkce fyzikálním procesem, nebo zda je nutný vědomý pozorovatel. Více informací Popperův experiment.